# 프란코 콜룸부
프랑코 콜룸부(Franco Columbu, 1941년 8월 7일 ~ 2019년 8월 30일)는 이탈리아의 배우 및 전직 보디빌더로, 1976년과 1981년에 미스터 올림피아에서 우승을 하였다.

## 출연 작품
- 에인션트 워리어스 (2003)
- 죽음의 베레타 (1994)
- 터미네이터 (1984)
- 코난 - 바바리안 (1981)
- 머슬 비치의 허슬러 (1980)
- 펌핑 아이언 (1977)
- 스테이 헝그리 (1976)